# バッジー
バッジー（Budgie）は、ウェールズのサウス・グラモーガン、カーディフ出身のハードロックバンドである。「Budgie」とはセキセイインコを意味する「budgerigar（バジュリガー）」の口語。そのため、オリジナル・アルバムのジャケットのほとんどにセキセイインコが描かれている。
Budgie は最も初期のヘヴィメタル バンドの 1 つであり、ギャリー シャープ ヤングによれば、彼らはそのシーンの多くのバンド、特にブリティッシュ ヘヴィメタルのいわゆるニュー ウェーブやメタリカなどの後のバンドに多大な影響を与えた。このバンドは「当時の最もヘヴィなメタルの一つ」として注目されていた。

## 略歴
1968年に結成され、結成時のメンバーは、バーク・シェリー（ベース、ボーカル。John Burke Shelley: 1950年4月10日、カーディフのタイガー・ベイ生）、トニー・ボージ（ギター、ボーカル。Anthony James Bourge: 1948年11月23日、カーディフのタイガー・ベイ生）、レイ・フィリップス（ドラムス。Raymond John Phillips: 1945年3月1日、カーディフのタイガー・ベイ生）の3人だった。最終ラインナップは、クレイグ・ゴールディ（ギター）、バーク・シェリー（ベース、ボーカル）、スティーヴ・ウィリアムズ（ドラムス）の3人である。
ファースト・アルバム『バッジー』は、ブラック・サバスのプロデューサーであるロジャー・ベインのプロデュースにより、ロックフィールド・スタジオで録音され、1971年にリリースされた。1972年に発表されたセカンド・アルバム『スクォーク』の後、1973年、ロック史上重要なサード・アルバム『ネヴァー・ターン・ユア・バック・オン・ア・フレンド』が発表された。このアルバムには、バッジーにとっておそらく最も有名な曲である「ブレッドファン」が収められている。4枚目のアルバム『イン・フォー・ザ・キル』が録音される前に、レイ・フィリップスが脱退し、ピート・ブート（Peter Charles Boot: 1950年9月30日、スタフォードシャーウェスト・ブロミッジ生)が加入した。
1975年、5枚目のアルバム『バンドリアー』では、ドラマーがスティーヴ・ウィリアムズに交替し、以降のアルバムはすべてウィリアムズがドラムを担当している。1978年の7枚目のアルバム『インペカブル』からの曲は、カルト的な名作映画『ジェイ・メン・フォーエバー』（USAネットワークの1980年代のテレビシリーズである「ナイト・フライト」でしばしば放映された。）に使用された。1978年12月には、ボージがバンドを去り、ジョン・トーマスが加入した。1982年まで、ニュー・ウェイヴ・オブ・ブリティッシュ・ヘヴィメタル（New Wave of British Heavy Metal: NWOBHM）で脚光を浴び、レディング・フェスティバルでトリを務めるなど、人気を集めた。1982年、当時は共産圏であったポーランドで公演を行い、鉄のカーテンを越えた最初期のロック・バンドとなった。また、1984年のオジー・オズボーンのツアー・サポートとしても人気を得た。
1988年、バンドは演奏活動を休止し、バンドのメンバーは、他のミュージシャンのレコーディングにゲスト出演するなどスタジオでの活動に入った。ジョン・トーマスは、ブラック・サバス・スタジオから飛び出し、グレン・ヒューズとともにCD『フェノメナ』に参加するなどしたが、野外のロック・フェスティヴァル「ウェールズ・レジェンズ・オブ・ロック」に参加した後、2001年にバンドを脱退した。
1995年、1996年、2000年には、テキサスの人気者であり、1970年代のKMAC/KISSラジオで「ゴッドファーザー」「ミスター・ピザ」と呼ばれた伝説的なDJ兼レストラン経営者、ジョー・アンソニーのおかげで、テキサス州サンアントニオの野外のロック・フェスティヴァル「La Semana Alegre」で再結成を果たした。2002年から2006年には、主にイギリス、ニュージャージー州ニューヨーク近辺、ダラスでツアーを行い、また、ヨーロッパにおいてもスウェーデン・ロック・フェスティバルでの出演、共産主義後のポーランドでの凱旋公演などを行っている。
2006年12月まで35日間のイギリスツアーを行っており、2006年11月7日、イギリスでニュー・アルバム『You're All Living In Cuckooland』がリリースされた。
2007年7月4日、サイモン・リーズの脱退が発表された。これを受けてディオのギタリストであるクレイグ・ゴールディが、ロニー・ジェイムス・ディオがヘヴン・アンド・ヘルのツアーに参加している間のみという条件で、参加を申し出た。
2008年2月、クレイグ・ゴールディは、バンドの最初のオーストラリア・ツアーに参加し、以降全てのショーで'ゲストギタリスト'として共演を続けている。
2010年11月9日、バーク・シェリーがヴェイヘロヴォ(ポーランド)で入院し、バンドの東欧ツアーは中止となった。6cmの大動脈瘤があるとの診断で緊急手術を受け、シェリーは回復したものの手術の影響で横隔膜を損傷したため、以前のように歌えなくなり、バッジーは事実上の解散に至った。ただし、シェリーはその後も趣味としてベースの演奏を続け、「The Night Owls」というローカル・バンドで活動した。
2016年3月3日、ジョン・トーマスが63歳で死去した。スティーヴ・ウィリアムズのFacebookで、私の友人でありバッジーのメンバーで合ったジョン・トーマスが昨晩亡くなったと記載された。
2018年2月、ピート・ブートが67歳で死去した。彼は長年パーキンソン病を患っていた。
2018年4月、オリジナルメンバーのレイ・フィリップスは自伝を公開した。
2022年1月10日、バーク・シェリーは故郷カーディフの病院において71歳で死去した。

## 影響力
決して爆発的なセールスを得たわけではないが、1970年代のハードロックには珍しいブルース色の薄さ（例外的にマディ・ウォーターズの「Baby Please Don't Go」をカバーしたことはある）、独特の重さとおどろおどろしさをたたえたサウンド、革新的なリフを持った楽曲群が、NWOBHMのムーブメントを経たヘヴィメタルのバンドたちに多大な影響を与えた。
バッジーのファンとして最もよく知られているのはメタリカである。「ブレッドファン」「クラッシュ・コース・イン・ブレイン・サージェリー（脳手術の失敗）」をカバーしたほか、メタリカのウェールズ公演にバッジーのメンバーが訪れて交流を持ったこともある。
ほかにもアイアン・メイデンが「アイ・キャント・シー・マイ・フィーリングス」、ヴァン・ヘイレンが「イン・フォー・ザ・キル」、サウンドガーデンが「ハミシダル・スイサイダル」をカバーしている。
日本でのバッジー・ファンとして有名なのは人間椅子である。「ブレッドファン」を「針の山」と改題し、独自の日本語詞をつけてカバーしている他、彼らがホストを務めた青森ローカルのテレビ番組「人間椅子倶楽部」内で「ガッツ」を原曲の英語詞でカバーしている。

## ディスコグラフィ

### スタジオ・アルバム
- 『バッジ―』 - Budgie (1971年)
- 『スクォーク』 - Squawk (1972年)
- 『ネヴァー・ターン・ユア・バック・オン・ア・フレンド (友情)』 - Never Turn Your Back On a Friend (1973年)
- 『イン・フォー・ザ・キル』 - In for the Kill! (1974年)
- 『バンドリアー (反逆の群狼)』 - Bandolier (1975年)
- 『イフ・アイ・ワー・ブリタニア』 - If I Were Britannia I'd Waive the Rules (1976年)
- 『インペカブル』 - Impeckable (1978年)
- Power Supply (1980年)
- Nightflight (1981年)
- Deliver Us From Evil (1982年)
- You're All Living In Cuckooland (2006年)

### ライブ・アルバム
- Heavier Than Air - Rarest Eggs (1988年) ※1972 ～ 1981 年のライブ コンピレーション
- We Came, We Saw... (1998年) ※1980 ～ 1982 年の音源のライブ コンピレーション
- Life in San Antonio (2002年)
- The BBC Recordings (2004年) ※1972 年から 1982 年の音源のライブ コンピレーション
- Radio Sessions 1974 & 1978 (2005年) ※2枚組
- Live Flight (2022年) ※2009 年のツアーのライブ録音を含む

### コンピレーション・アルバム
- Best of Budgie (1975年)
- 『ベスト・オブ・バッジー』 - Best of Budgie (1981年)
- An Ecstasy of Fumbling – The Definitive Anthology (1996年)
- Best of Budgie (1997年)
- The Last Stage (2004年)

### EP
- If Swallowed Do Not Induce Vomiting (1980年)

### シングル
- "Crash Course In Brain Surgery" / "Nude Disintegrating Parachutist Woman" (1971年、MCA MK 5072)
- "Whiskey River" / "Guts" (1972年、MCA MK 5085)
- "Whiskey River" / "Stranded" (1972年、MCA 2185) - US-exclusive release
- "Zoom Club (Edit)" / "Wondering What Everyone Knows" (1974年、MCA 133)
- "I Ain't No Mountain" / "Honey" (1975年、MCA 175)
- "Smile Boy Smile" / "All at Sea" (1978年、A&M AMS 7342)
- "Crime Against the World" / "Hellbender" (1980年、Active BUDGE 2)
- "Keeping a Rendezvous" / "Apparatus" (1981年、RCA BUDGE 3)
- "I Turned To Stone (Part 1)" / "I Turned To Stone (Part 2)" (1981年、RCA BUDGE 4)
- "Bored With Russia" / "Don't Cry" (1982年、RCA 271)